# کانر رندل
کانر استیون رندل (انگلیسی: Connor Steven Randall؛ زادهٔ ۲۱ اکتبر ۱۹۹۵) یک بازیکن فوتبال اهل بریتانیا است که به عنوان مدافع راست برای باشگاه فوتبال آردا کاردزالی بازی می‌کند.